# Malezonotus angustatus
Malezonotus angustatus är en insektsart som först beskrevs av Van Duzee 1910.  Malezonotus angustatus ingår i släktet Malezonotus och familjen Rhyparochromidae. Inga underarter finns listade i Catalogue of Life.